# Dipsacus dipsacoides
Dipsacus dipsacoides là một loài thực vật có hoa trong họ Kim ngân. Loài này được (Kar. & Kir.) V.I.Botsch. mô tả khoa học đầu tiên năm 1976.